# Krystian Jurowski
Krystian Jurowski (ur. 16 sierpnia 1988) – polski judoka. 
Były zawodnik klubów: KKS Hejnał Kęty (2001-2005), OSiR Kęty (2006-2007), TS Gwardia Opole (2008-2014). Brązowy medalista mistrzostw Polski seniorów 2009 w kategorii do 66 kg. Ponadto m.in. młodzieżowy mistrz Polski 2010.